# 470 (زورق)
زورق 470 (أربعة-سبعون) هو مركب شراعي مخصص لملاحين اثنين، ذو بدن أحادي (Monohull) مستوي (planing) على شكل بدن الطائرة مع عارضة قابلة للسحب أو ما يسمى بالعارضة الوسطية (centreboard) ، أما منصة الشراع هي من فئة برمودا، مع شراع مركزي. الزورق مجهز أيضا بشراع متحرك (spinnaker)، سلك أرجوحة واحد. غالبا مساحة الشراع كبيرة نسبة للوزن. العمل الجماعي الجيد ضروري للإبحار جيدا. تمت تسمية الزورق بهذا الاسم نسبة إلى الطول الإجمالي للزورق بالسنتيمتر (يبلغ طول القارب 4.70 مترًا).
تعتبر فئة 470 فئة شهيرة نسبا إلى كل من الأفراد ومدارس الإبحار، وتعتبر مقدمة جيدة للقوارب عالية الأداء دون أن تكون شديدة الصعوبة في التعامل معها، ولكنها ليست قاربًا مصممًا للمبتدئين. زورق 420 ، هو نقطة انطلاق إلى 470.
470 هي فئة دولية للإبحار الشراعي وهي فئة أولمبية منذ ألعاب 1976 .

## التاريخ
تم تصميم 470 في عام 1963 من قبل الفرنسي أندريه كورنو كزورق حديث من الألياف الزجاجية لجذب البحارة من مختلف الأحجام والأعمار. نجحت هذه الصيغة، وانتشر القارب حول العالم. في عام 1969 ، تم منح الفئة مكانة دولية وأصبح فئة أولمبيًا منذ عام 1976. في عام 1988 ، استخدم أول سباق إبحار نسائي أولمبي طراز 470. 

## إبحار
للإبحار بزوق 470 يتطلب لياقة بدنية جيدة وهو لا يتطلب الكثير من القوة البدنية. يتراوح الوزن الأمثل للطاقم من 100 إلى 145 كيلوغرام مما يجعله قاربًا مناسبًا لفرق الرجال والنساء والشباب. بسبب الخيارات المختلفة لتقليم الشراع ، يمكن للمرء أن يبحر بالقارب جيدًا بدءا من سرعة رياح 1 إلى 6 على مقياس بوفورت ، أعلى قليلاً من قبل الفرق ذات الخبرة. بالنسبة للسباقات، فإن الفئة 470 تتطلب الكثير من الناحية التكتيكية، حيث أن الاختلافات في سرعة القارب صغيرة ولا يفقد القارب الكثير من السرعة أثناء المناورات.  العمل الجماعي الجيد بين الدفة وطاقم العمل ضروري لنجاح السباق.

## سباقات

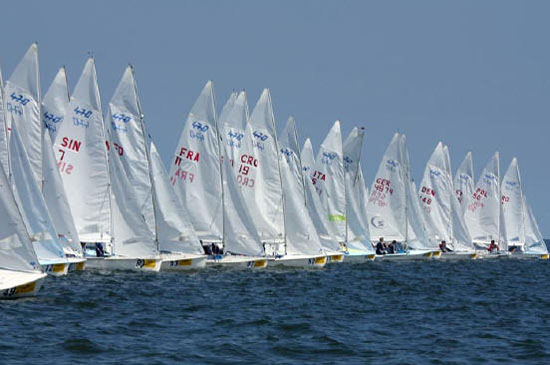

يتم تنظيم بطولات عالمية وقارية كل عام مع بدايات منفصلة للسيدات والرجال / فرق مختلطة. هناك أيضًا بطولة عالمية للناشئين وبطولة ماستر العالمية. يتم استخدام 470 في البطولات الإقليمية مثل الألعاب الآسيوية والمتوسطية وألعاب عموم أمريكا. المشاركات محدودة في السباقات الدولية المهمة، مما يشجع المزيد من المنافسة من خلال طلب السباقات المؤهلة في معظم البلدان.

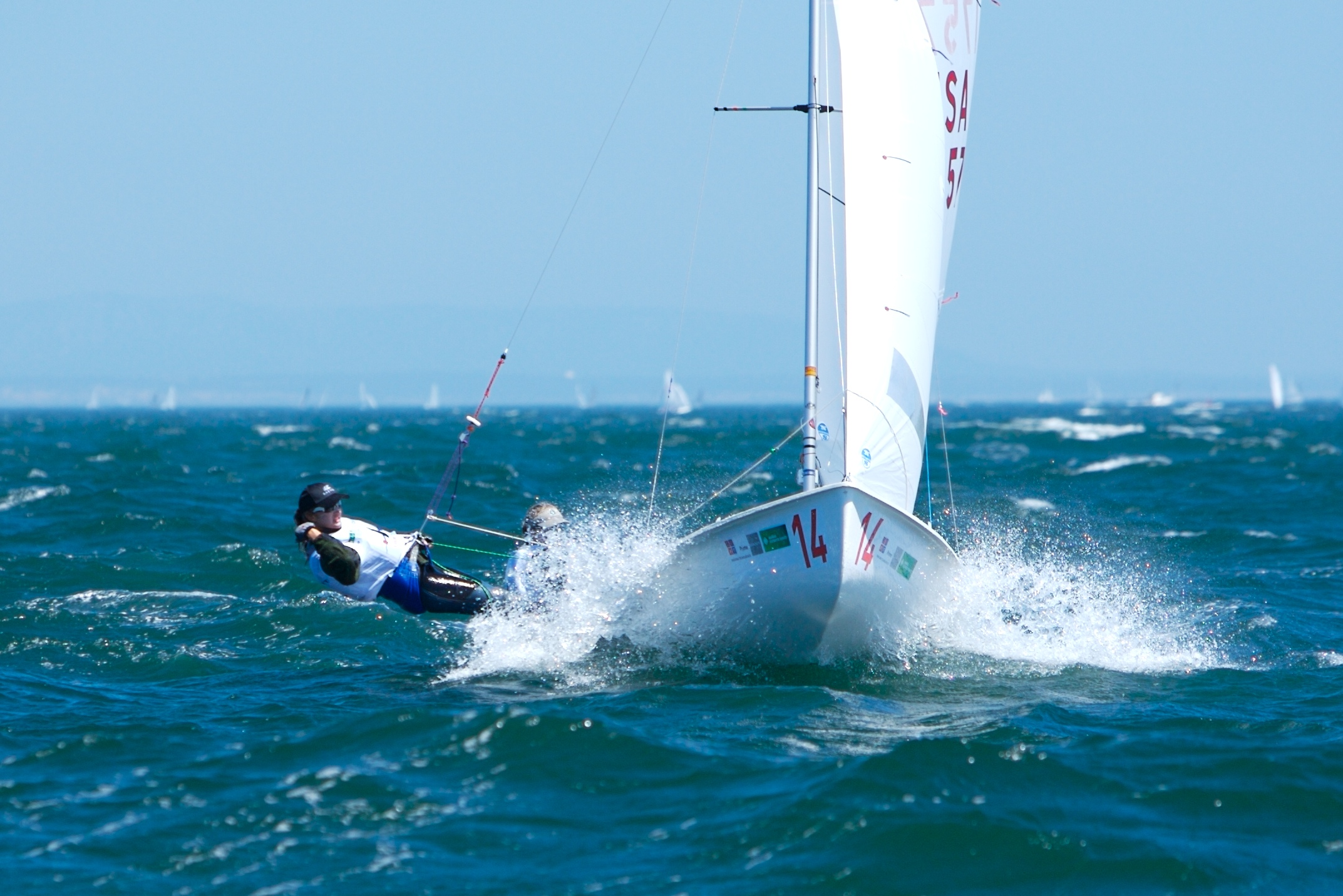
470 في بطولة العالم 2008 بقيادة الطاقم إيرين ماكسويل وإيزابيل كينز في الإبحار عكس اتجاه الريح.

في بطولة العالم تم تمثيل أكثر من 30 دولة. هناك 65 دولة عضو في رابطة الفئة الدولية وتم بناء أكثر من 40 ألف قارب في 20 دولة.
قد يتم تسابق 470 في أسطول مختلط من القوارب، حيث يتم تعديل أدائها من خلال مخطط الإعاقة لمقياس بورتسموث. في المخطط المدار من RYA ، يحتوي الطراز 470 على رقم بورتسموث 973.  في مخطط إدارة الإبحار الأمريكي ، لديها رقم بورتسموث بقيمة 86.3. 

## البناء
470 هي فئة تصميم واحدة صارمة، ويجب أن تتم الموافقة على منشئها كمنشئ مرخص من قبل الاتحاد الدولي للإبحار. قد يتطور تصميم الفئة، لكن القصد منه هو استخدام مواد مجربة واقتصادية وسليمة بيئيًا، وهي حاليًا مصنوعة من الألياف الزجاجية مع خزانات طفو متكاملة للبدن. 
الزورق 470 طوله 4.70 متر (15 قدم 5 بوصة)، الصاري 6.76 م (22 قدم 2 بوصة). وزنه بدون أشرعة 120 كيلوغرام (264 رطل 9 أونصة) . 

## روابط خارجية
- موقع الطراز الرسمية
- الاتحادات الشراعية الدولية 470 موقع مصغر